# Agrochola undosa
Agrochola undosa är en fjärilsart som beskrevs av Moritz Balthasar Borkhausen 1792. Agrochola undosa ingår i släktet Agrochola och familjen nattflyn. Inga underarter finns listade i Catalogue of Life.